# Norra Skålltjärnen (Äppelbo socken, Dalarna)
Norra Skålltjärnen är en sjö i Vansbro kommun i Dalarna och ingår i Dalälvens huvudavrinningsområde.